# Roman Wiktiuk
Roman Hryhorowycz Wiktiuk (ukr. Роман Григорович Віктюк; ur. 28 października 1936 we Lwowie, zm. 17 listopada 2020 w Moskwie) – ukraiński radziecki, rosyjski reżyser. Ludowy Artysta Ukrainy, Ludowy Artysta Federacji Rosyjskiej.

## Życiorys
Po ukończeniu w 1956 roku Państwowego Instytutu Sztuki Teatralnej pracował w teatrach Lwowa, Kijowa, Kalinina i Wilna. W Rosji uchodzi za mistrza nowoczesnego teatru. Założył Teatr Romana Wiktiuka (ros. Tieatr Romana Wiktiuka [Театр Романа Виктюка]), w którym był  reżyserem i kierownikiem artystycznym. Placówka ta w 1996 roku otrzymała status teatru państwowego. 
Zmarł 17 listopada 2020 w Moskwie w wyniku zarażenia SARS-CoV-2.

## Nagrody i odznaczenia
- Zasłużony Działacz Sztuk Federacji Rosyjskiej (2003)[5]
- Ludowy Artysta Ukrainy (2006)
- Ludowy Artysta Federacji Rosyjskiej (2009)[6]